# Andrée Ferretti
Pour les articles homonymes, voir Ferretti.
Andrée Ferretti, née Bertrand le 6 février 1935 à Montréal et morte le 29 septembre 2022 dans la même ville, est une militante indépendantiste et écrivaine québécoise.
Elle est l'une des premières femmes à adhérer au mouvement indépendantiste lorsqu'elle entre au début des années 1960 dans le Rassemblement pour l'indépendance nationale (RIN). Visage radical de l'indépendantisme québécois, elle est une figure de proue de ce combat pendant plus d'une trentaine d'années, tout en élaborant à partir du milieu des années 1980 une abondante œuvre littéraire. Elle n'a jamais adhéré à une institution fermement établie par souci de conserver son entière liberté de pensée, d'expression et d'action. Par ailleurs, elle s'est toujours attachée à mettre en valeur les militants indépendantistes, de même que les écrivaines et écrivains québécois.

## Biographie

### Une jeune autodidacte
Andrée Bertrand nait dans le quartier Villeray de Montréal le 6 février 1935 dans une famille modeste,. Dans Mon désir de révolution, elle explique que, déjà toute jeune, ce qu'elle perçoit être la domination nationale et sociale que subissent les Canadiens français la révolte. Elle prend conscience de cet état d'assujettissement d'abord dans ses cours d'histoire du Canada à l'école primaire publique de son quartier, ce qui l'incite à lire dès l'âge de onze ans les historiens François-Xavier Garneau et Lionel Groulx ; puis en écoutant les conversations familiales sur la grève d'Asbestos en 1949 et la grève de Louiseville en 1952 car des membres de sa parenté comptent parmi les grévistes ; et, plus tard, en assistant au cours public de Maurice Séguin à l'Université de Montréal (1956) et en s'intéressant par elle-même à la grève de Murdochville (1957). Comme elle l'écrit : « Je suis devenue indépendantiste un samedi matin du printemps 1956 alors que j'assistais à un cours de l'historien Maurice Séguin ». D'emblée lui apparaissent reliés l'infériorité économique des Canadiens français, le mépris de leurs employeurs anglophones qui leur répètent souvent « Speak White », ce qu'elle juge être les insuffisances de la langue française que parlent les classes urbaines prolétarisées, et le statut du Québec comme colonie conquise puis annexée et finalement province de plus en plus dépouillée par le centralisme fédéral. Elle quitte l'école au milieu de l'adolescence après une année du cours Lettres-Sciences. En 1957, son premier patron, à la librairie Beauchemin, est Gaston Miron, en qui elle reconnaît un compatriote aussi angoissé qu'elle-même devant le destin des leurs. Chez Beauchemin, elle rencontre des poètes, des artistes et des syndicalistes auprès de qui s'affine sa pensée politique. Avant son mariage en 1958, elle part plusieurs mois en Europe. Ayant découvert Albert Memmi et Frantz Fanon au tournant des années 1960, elle fait sien le concept de "colonisé", qui lui paraît une explication de ce qu'elle interprète comme la soumission et la résignation du peuple canadien-français. Mais la Révolution tranquille est en gestation : "Notre destin national prend un autre relief, et mon inquiétude, la couleur de l'espoir".

### Une indépendantiste de gauche auRassemblement pour l'indépendance nationale(RIN)
Jean Lesage gagne les élections de 1960 avec le slogan "Il faut que ça change". Sur le plan politique, son programme est autonomiste, même s'il récuse ce vieux mot accolé au régime de Maurice Duplessis. Il sait toutefois être à l'écoute de ses ministres les plus audacieux, tels Paul Gérin-Lajoie et René Lévesque, et de ses conseillers en matière économique et financière, notamment Jacques Parizeau. Les réformes se succèdent, l'État québécois se développe et entreprend de modeler l'économie, la société, la nation. Parallèlement, depuis la fin des années 1950, se développe toute une mouvance carrément indépendantiste, faite de groupes politiques et de revues, tant de droite que de gauche. La parole indépendantiste devient de plus en plus audible, obligeant tous les partis politiques à devenir davantage nationalistes.
En avril 1963, après l'explosion d'une bombe posée par le Front de libération du Québec, explosion qui cause la mort d'un homme, Andrée Ferretti entre activement dans la vie politique. Tout en partageant globalement l'analyse que font les jeunes du FLQ de la situation, elle juge que la clandestinité et la violence ne sont pas des modes d'action efficaces dans le contexte québécois : dans l'histoire, leur rare usage de la violence s'est en effet toujours retourné contre les Canadiens français. La lutte démocratique pour l'indépendance lui paraît plus porteuse. Elle s'inscrit au Rassemblement pour l'indépendance nationale (RIN) et commence à y militer.
Opposée à la décision prise par le RIN le mois précédent (mars 1963) de se transformer en parti politique, ce qu'elle estime à la fois prématuré et conformiste, elle se reconnaît quand même dans ce parti à cause du très grand travail d'éducation politique que celui-ci accomplit auprès de centaines et de centaines d'individus et de familles, partout au Québec, jusqu'à son sabordement en 1968. Diffusions de tracts, cours d'histoire politique, multiplication des assemblées de cuisine et organisation de manifestations contre des entreprises anglophones ou pour McGill français : le RIN est en ces années un véritable mouvement social et un outil important de conscientisation nationale et sociale. À la demande des militants de la région de Montréal, Andrée Ferretti accepte même de se porter candidate pour le parti aux élections de 1966, au cours desquelles elle affronte René Lévesque dans la circonscription de Laurier, dont il est le député ; ce n'est pas l'homme lui-même que les rinistes combattent, plutôt le Parti libéral fédéraliste de Lesage, auquel Lévesque appartient encore. Puis, en 1967, elle gagne haut-la-main la vice-présidence du parti contre l'exécutif et contre Pierre Bourgault, qui la jugent trop radicale. Devant son impuissance à empêcher la fusion du parti avec le Mouvement Souveraineté-Association (MSA) de René Lévesque fondé en novembre 1967, elle démissionne de son poste et quitte le RIN en mars 1968. Pour elle, l'accession du Québec à l'indépendance repose beaucoup plus sur la formation d'un vaste mouvement social que sur la voie électorale. Elle fonde alors le Front de libération populaire, mais le laisse rapidement aux activistes.
En octobre 1970, dans la foulée de l'adoption de la Loi sur les mesures de guerre par le Parlement canadien à l'instigation du premier ministre Pierre Elliott Trudeau, Andrée Ferretti est emprisonnée pendant cinquante-et-un jours, jusqu'au 10 décembre, d'abord au centre de détention de la rue Parthenais puis à la prison Tanguay, qui était la prison des femmes. Elle a raconté son séjour en prison dans "Octobre de Lumière", une des nouvelles de son recueil La Vie partisane.

### Une militante pour l'indépendance au Parti québécois et en dehors de celui-ci
Pour Andrée Ferretti, "René Lévesque n'était pas indépendantiste. Autrement, il aurait rejoint les rangs du RIN, dont les membres l'auraient accueilli les bras ouverts". Pour elle, troquer le projet de "liberté" qu'est l'indépendance contre le projet d'"égalité" du MSA est dès le départ voué à l'échec et correspond à un détournement de l'objectif d'indépendance nationale. Mais si elle se méfie de Lévesque et du MSA, en retour Lévesque se méfie du RIN, avec lequel il ne souhaite aucune fusion. Le RIN lui parait en effet trop radical, y compris ses militants plus modérés. Le RIN se saborde en 1968 sans avoir rien obtenu. Ses membres doivent se contenter d'entrer un par un dans le Parti québécois.
Pendant les années 1970, plusieurs sociétés nationales et organisations syndicales se déclarent indépendantistes. Le mouvement social prend de l'ampleur, il mène une lutte vigoureuse pour obtenir que le français soit déclaré seule langue officielle du Québec. Tout cela conduit à l'élection de 6 députés du Parti québécois aux élections générales de 1973. Après la Crise d'octobre, Andrée Ferretti a un emploi au Conseil central de Montréal de la Confédération des syndicats nationaux (CSN). Devant le résultat décevant de 1973, elle décide de joindre les rangs du Parti québécois, alors la seule organisation qui fédère les indépendantistes. Elle ne s'intègre pas dans ses structures, mais y continue son militantisme en faveur de l'indépendance. Elle publie plusieurs textes dans les journaux pour défendre cette option et continue de prononcer des conférences. Le 15 novembre 1976, le parti remporte les élections. Parallèlement, elle obtient un baccalauréat en philosophie de l'UQAM (1972-1975).
En 1979, pour l'ensemble de sa contribution à l'avancement du projet indépendantiste, la Société Saint-Jean-Baptiste de Montréal désigne Andrée Ferretti patriote de l'année. Elle est présentée par Camille Laurin, lauréat du prix l'année précédente et père de la Charte de la langue française (loi 101). Durant toute l'année 1979, dans le cadre de la Société Saint-Jean-Baptiste de Montréal, elle milite en faveur du oui au référendum annoncé pour mai 1980 même si elle déplore que la question ne porte pas sur l'indépendance mais sur un simple mandat de négocier avec Ottawa. Elle fait alors la tournée de tous les cégeps du Québec et des centres d'hébergement pour personnes âgées.
Pour elle, le résultat de ce référendum est une "défaite capitale". Celle-ci ouvre tout grand la porte au rapatriement unilatéral de la constitution canadienne en 1982, et à l'affaiblissement des pouvoirs de l'État provincial québécois. Elle conduit aussi à la désorientation et à des déchirements internes très graves au Parti québécois, notamment en 1984, après que René Lévesque ait imposé l'acceptation du "beau risque" proposé par le premier ministre fédéral Brian Mulroney que le Québec adhère à la constitution canadienne "dans l'honneur et l'enthousiasme". Andrée Ferretti quitte alors le parti.
Il faut attendre les jugements de la Cour suprême contre la loi 101 et l'échec de l'Accord du lac Meech, en 1990, pour que les forces indépendantistes sortent de leur torpeur. Andrée Ferretti reprend alors la lutte, par du militantisme, mais aussi sur un autre terrain. En 1992, en effet, avec Gaston Miron, elle publie ce qui sera finalement le premier de deux tomes d'une anthologie des grands textes indépendantistes. En 1994, alors que les forces indépendantistes se mobilisent en vue du second référendum sur la souveraineté du Québec, elle fait partie du comité pour le oui de l'Union des écrivaines et des écrivains québécois (UNEQ) et reçoit la responsabilité d'écrire le mémoire de cet organisme. Elle l'intitule Le monde ou la province. Après la défaite du oui, Andrée Ferretti continue le combat indépendantiste surtout par l'écriture. Pour elle, « qui ne fait pas l'indépendance, la combat ». "L'accession du Québec à l'indépendance politique et du peuple à la souveraineté nationale : il n'y a pas d'autre moyen d'assurer notre existence sur notre territoire et notre présence originale sur la scène mondiale".

### La littérature: un autre engagement vital
Andrée Ferretti fait partie des écrivains québécois qui, comme Gaston Miron ou Hubert Aquin, ont été des militants indépendantistes très engagés. Mais dans son cas, malgré la qualité reconnue de son œuvre littéraire, la personnalité politique a souvent éclipsé l'écrivaine. Dans son œuvre, les femmes déterminées constituent la plus importante cohorte de ses personnages, mais ses figures masculines (souvent des étrangers) ne sont pas moins complexes et intéressantes. Tous les critiques parlent en outre du « style » de Ferretti, ciselé, court, moderne.
Sa première œuvre est Renaissance en Paganie, parue en 1987. Ce « récit » fait s’entrecroiser, à quinze cents ans de distance, les esprits d’Hypathie d’Alexandrie et d’Hubert Aquin. On y trouve déjà les principaux thèmes des écrits ultérieurs : le désir de liberté des individus et des peuples ; et particulièrement le désir de liberté des femmes, leur volonté de s’approprier le savoir et d’établir un rapport nouveau à la philosophie ; le rapport enfin des individus à la violence, celle à laquelle ils sont confrontés comme celle à laquelle ils sont tentés de recourir. Dans Lettres québécoises, Jean-Roch Boivin accueille ainsi ce premier roman : « Il faut beaucoup plus que du talent pour écrire un livre si mince et si important. Chargé d'érudition, et pourtant écrit dans une langue simple, dans un style presque laconique, sobrement lyrique lorsque se présente la beauté qui a les contours de la vérité. Cela provoque l'éblouissement, l'adhésion et le goût du vrai courage. »
Les autres œuvres de fiction comprennent trois recueils de nouvelles – La vie partisane, Mon chien, le soleil et moi et Pures et dures – et trois romans – L’été de la compassion, Bénédicte sous enquête et Roman non autorisé.
Les nouvelles et récits de La Vie partisane illustrent que la vie marque le destin de chaque être humain en le faisant naître et exister dans des conditions plus ou moins favorables à son épanouissement. Les trois premiers récits relatent chacun la rébellion d'une femme contre la domination et l'oppression du pouvoir colonial tel qu'exercé au Québec en 1810, 1837 et 1970. Les autres mettent en scène la conscience qu'ont les héroïnes de la précarité et de la fécondité de toute vie. Chaque nouvelle de Mon chien, le soleil et moi plonge les lecteurs dans la complexité et la diversité de la société québécoise contemporaine. Celles-ci se présentent aussi bien sous les figures débonnaires de notables de village que sous celles de révolutionnaires qui veulent changer le monde. Pures et dures, enfin, est un recueil de vingt-six nouvelles, chacune ayant pour titre un prénom féminin commençant par une des vingt-six lettres de l'alphabet. Il raconte brièvement l'histoire de vingt-six femmes de divers âges et origines. Elles ont en commun d'être toutes engagées, et de refuser de tenir autrui responsable de leur destin. Toutes réfléchissent sur leurs conditions d'existence ; quelques-unes s'inquiètent de l'état du monde.
L’été de la compassion. Ce roman est le récit de l'amitié nouée en 1948 entre une fillette canadienne-française de douze ans et un jeune juif victime du nazisme et qui vit désormais au Québec. Cette amitié permet au jeune homme d’affronter le traumatisme dont il croyait devoir garder le secret à jamais et qu’il voudra surmonter de façon radicale. Dans Le Devoir, Suzanne Giguère loue à la fois la « construction narrative habile » et le « caractère profondément humain » de ce roman qui pose « la question du sort de tout individu tributaire d'un destin collectif ».
Bénédicte sous enquête fait alterner le récit de l’enquête menée de nos jours par Sophie sur une philosophe du xviie siècle qui vécut cachée sous des habits d’homme et les fragments retrouvés de cette philosophe qui évoque son existence, ses malheurs et ses joies. Quelle est donc la véritable identité de Bénédicte? Pour Bruno Roy:

« ll y a chez Andrée Ferretti un univers romanesque qui lui est unique. Le lecteur est également en présence d'un imaginaire qui n'a rien à voir avec le mliieu clos. Ses romans précédents, par exemple, s'inscrivent dans une dynamique d'échanges et d'ouverture à l'autre : Hubert Aquin/Hypatie (Renaissance en Paganie), Béatrice/David (L'Été de la compassion). Par extension, le nationalisme de Ferretti, bien qu'implanté dans une terre précise, la terre québécoise, veut s'ouvrir au monde. La réalité québécoise est en contact avec ses racines qui s'étendent jusqu'à l'universel et qui touchent, d'une certaine façon, à l'unicité du monde. Son œuvre romanesque s'attache une mémoire universlle qui s'approche d'une vision globale de l'existence humaine et qui échappe à l'enfermement des êtres dans leurs rapports à leurs semblables. Le Québec en sort grandi et plus vrai, différent et égal par la pensée, puisque l'écrivaine lie indéfectiblement son pays au savoir, d'où la spécificité et l'originalité de son œuvre littéraire, car œuvre littéraire il y a vraiment. »

Dans Roman non autorisé, enfin, Fleur Després, l'héroïne, raconte son histoire telle qu'elle la perçoit, en la narrant à la première personne, celle d'une femme qui a parcouru le monde comme photojournaliste, fille attentionnée, mère aimante et amoureuse passionnée qui n'a jamais mis de frein à ses désirs et a toujours voulu conserver jalousement sa liberté. C'est un roman sur la joie de la liberté, et sur la joie de la fidélité à soi-même.

## Chronologie

### Militantisme politique
Quelques dates marquantes d'un militantisme politique qui a été constant de 1963 à 1995 et s'est poursuivi occasionnellement après le second référendum. Elle a parlé de son expérience au Rassemblement pour l'indépendance nationale dans le film de Jean-Claude Labrecque, Le RIN (2002) :
- 1966 : Candidate du Rassemblement pour l’indépendance nationale (RIN) dans la circonscription électorale de Laurier.
- 1967-1968 : Vice-présidente du RIN.
- 1968 : Membre fondatrice du Front de libération populaire, groupe indépendantiste fondé par des membres du RIN opposés à la dissolution de ce parti dans le naissant Parti québécois.
- 1970, octobre à décembre : prisonnière politique pendant la Crise d'Octobre.
- 1979-1980 : En préparation du référendum de 1980, parcours du Québec pendant un an pour donner des cours de formation politique aux militants du OUI et pour enrichir leur argumentaire en faveur de cette option.
- 1995 : Présidente du comité pour le OUI de la circonscription de Brome-Missiquoi durant la campagne du référendum de 1995. Nombreuses actions aussi au niveau national.
- 1999-2000 : Militante pour l’organisation Eau-Secours.

### Animation de la vie littéraire
- 1980-1982 : Collaboratrice occasionnelle à La Presse pour des recensions et analyses d’essais français.
- 1980-1984 : Collaboratrice régulière à Le Devoir pour la critique de fiction québécoise et d’essais québécois.
- 1995 : Membre du comité politique de l’Union des écrivains et écrivaines du Québec.
- 2009-2014 : Collaboratrice assez régulière à Nuit blanche.
- 2012 : Directrice du numéro spécial de mai-juin 2012 de la revue L’Action nationale consacré à « Louky Bersianik, l’œuvre souveraine ». Ce numéro compte 35 articles et 216 pages. Il comprend quatre parties : « L’œuvre sous toutes ses formes », « Des apports créateurs » et « Témoignages » et « Bibliographie ».

### Prix littéraires et distinctions
- 1978-1979 : Patriote de l’année, titre décerné par la Société Saint-Jean-Baptiste de Montréal
- 1987 : Finaliste du Grand Prix littéraire de la ville de Montréal pour Renaissance en Paganie.
- 1993 : Lauréate du Prix Alphonse-Desjardins pour l'essai Les Grands textes indépendantistes, décerné par l’Association des auteurs et auteures des Cantons de l’Est.
- 2009 : Lauréate du Prix Alfred-Desrochers de l’Association des auteurs et auteures de l’Estrie pour Bénédicte sous enquête.
- 2013 : Lauréate du Prix Rosaire-Morin pour l’ensemble de son militantisme pour la cause nationale du Québec, décerné par la Ligue d’action nationale

## Œuvres

### Essais et textes politiques
- 1994 : Les Grands Textes indépendantistes : 1774 à 1992, en collaboration avec Gaston Miron, L'Hexagone. Anthologie
- 1996 : Le Parti québécois : pour ou contre l'indépendance?, Lanctôt éditeur. Pamphlet
- 2002 : La Passion de l'engagement. Discours et textes (1964-2001). Colligés et présentés par Michel Martin, Lanctôt éditeur
- 2004 : Réédition dans Typo de Les Grands textes indépendantistes, tome 1, 1774-1992, en collaboration avec Gaston Miron
- 2004 : Les Grands Textes indépendantistes, tome 2, 1992-2003, Typo
- 2005 : Écrire pour qu'arrive le Grand Soir, éditions Trois-Pistoles
- 2015 : Mon désir de révolution, éditions XYZ. Essai
- 2016 : Fulgurance. Textes choisis, Presses de l'Université Laval

### Autres textes politiques
- 1966 : « La Québécoise veut désormais être l’égale d'un homme libre », discours prononcé le 1er juin 1966 devant 10 000 personnes à l’aréna de Montréal-Nord, dans Paul Terrien, Les grands discours de l’histoire du Québec, Québec, PUL, 2010, p. 308-309. (Dans la 2e édition, 2018, le texte est aux p. 457-459).
- 1980 : « Aliénation et dépolitisation », dans Nicole Laurin et Jean-François Léonard, dir., L’impasse. Enjeux et perspectives de l’après-référendum, Montréal, Nouvelle Optique, p. 145-162.
- 1984 : « Le plus complexe à venir », dans Louise Blanchard, dir., Douze essais sur l’avenir du français au Québec, Québec, Conseil de la langue française.
- 1992 : Avec Gaston Miron, « Pour la pleine humanisation de notre humanité », Québec français, 87, automne 1992, p. 11. https://id.erudit.org/iderudit/44785ac
- 2001 : «Le pouvoir détonnant de la pensée et de l'action d'André D'Allemagne », L'Action nationale, mars 2001.
- 2014 : « Les conséquences du sabordement du RIN », Bulletin d'histoire politique, 22, 3, printemps-été 2014, p. 17-22. https://doi.org/10.7202/1024141ar

### Romans, récits et nouvelles
- 1987 : Renaissance en Paganie, L'Hexagone. Roman
- 1990 : La Vie partisane, L'Hexagone. Récits
- 2003 : L'Été de la compassion, VLB éditeur. Roman
- 2005 : Réédition dans Typo de Renaissance en Paganie suivie de La Vie partisane
- 2006 : Mon chien, le soleil et moi, éditions Trois-Pistoles, Recueil de nouvelles
- 2008 : Bénédicte sous enquête, VLB éditeur. Roman
- 2011 : Roman non autorisé, L'Hexagone. Roman
- 2015 : Pures et dures, éditions XYZ. Nouvelles

### Autres textes littéraires ou sur la littérature
- 1988 : « Une idée de la vie », XYZ. La revue de la nouvelle, 16, 1988, p. 43-43. Nouvelle. https://id.erudit.org/iderudit/3116ac
- 1996 : « À même l’oubli », Moebius, n° 69-70, automne 1996, p. 181-186. Nouvelle.
- 2001 : « Le-plus-que-parfait du subjonctif », L’Action nationale, juin 2001, p. 93-100. Nouvelle
- 2002 : « Le mépris de soi ou le retour du colonisé », dans le dossier « La littérature québécoise : au fondement ou à la marge ? », L’Action nationale, avril 2002, p. 82-85.
- 2012 : Andrée Ferretti, dir., Louky Bersianik. LŒuvre souveraine, numéro spécial de L’Action nationale, mai-juin 2012, 216 p. (35 textes)
- 2012 : « Louky Bersianik, l’œuvre souveraine. Présentation », L'Action nationale, mai-juin 2012, p. 6-16.
- 2013 : « Dany Laferrière : le modèle parfait de l’anti Québécois », 13 décembre 2013.
- 2015 : « Le beau jeune homme », L’Embarcadère, revue de la Société littéraire de Charlevoix, 18, août 2015. Nouvelle

### Dans le magazine littéraireNuit blanche
- 2009 : « À raison et à tort / Jules Fournier, Mon encrier », Nuit blanche, été 2009, p. 54-56 (Article). https://id.erudit.org/iderudit/19275ac
- 2009 : « Sollers. Brillante expression de la jouissance intellectuelle et sensuelle d’être / Philippe Sollers, Grand beau temps, Le cherche midi, Paris, 2008 / Philippe Sollers, Un vrai roman, Mémoires, Pion, Paris, 2007 / Philippe Sollers, Les voyageurs du temps, Gallimard, Paris, 2009 », Nuit blanche, automne 2009, p. 32-35 (Article). https://id.erudit.org/iderudit/19033ac
- 2010 : « Hélène Pedneault : Le désir créateur », Nuit blanche, hiver 2010, p. 31-33 (Article dans le dossier : Féminisme au XXIe siècle. Témoignages et essais).
- 2010 : « Hommage à Bruno Roy. Je n’oublierai pas », Nuit blanche, printemps 2010, p. 9 (Document).https://id-erudit-
- 2010 : « Le projet de Victor-Lévy Beaulieu : ambitieux, risqué, terrible », Nuit blanche, printemps 2010, p. 40-43 (Article). https://id-erudit-
- 2010 : « André Brassard : La nécessité de laisser des traces », Nuit blanche, été 2010, p. 8-9 (Article).
- 2010 : « Et pourtant…, triomphe la littérature / Exit le fantôme de Philip Roth », Nuit blanche, été 2010, p. 46-47 (Article).
- 2010 : « Gaston Miron : ‘Batèche de batèche’ », Nuit blanche, automne 2010, p. 10-12 (Article dans le dossier : Sur et autour Jorge Luis Borges).
- 2010 : « Hommage à Gaston Miron : Le marcheur », Nuit blanche, automne 2010, p. 13-14 (Document dans le dossier : Sur et autour Jorge Luis Borges).
- 2011 : « L’œuvre de Louky Bersianik : un secret bien gardé », Nuit blanche, printemps 2011, p. 44-46 (Article).
- 2011 : « Ducharme, beaucoup de mots, peu d’entrailles », Nuit blanche, automne 2011, p. 56-57 (Article dans le dossier : Réjean Ducharme).
- 2013 : « Une singulière singularité, telle est l’œuvre de Marie-Claire Blais », Nuit blanche, hiver 2012–2013, p. 38-39 (Article).
- 2013 : « Déliquescence et capitalisme. Paul Chamberland, Les Pantins de la destruction, Montréal, Poètes de Brousse, 2012 », Nuit blanche, printemps 2013, p. 50 (Compte rendu).
- 2013 : « Jean Garon ou l’incarnation de l’authenticité », Nuit blanche, été 2013, p. 50-51 (Compte rendu).
- 2013 : « Incandescente Marguerite Duras », Nuit blanche, été 2013, p. 12-13 (Article).
- 2013 : « La Petite Poule d’Eau : Heureux les cœurs purs », Nuit blanche, automne 2013, p. 47-49 (Article dans le dossier : Gabrielle Roy).
- 2013 : « L’aventure ferronnienne. Jean Marcel, Jacques Ferron malgré lui, Québec, PUL, 2013 », Nuit blanche, hiver 2013–2014, p. 33 (Compte rendu).
- 2014 : « Andrée Yanacopoulo, Prendre acte, Montréal, Boréal, 2013 », Nuit blanche, hiver 2013-2014, p. 35 (Compte rendu).
- 2014 : « Pierre Vadeboncoeur, En quelques traits, Lux, Montréal, 2014 », Nuit blanche, été 2014, p. 34-35 (Compte rendu).
- 2017 : « Yvan Lamonde et al., Dictionnaire des intellectuel.les au Québec », Nuit blanche, été 2017, p. 57-58 (Compte rendu)

## Réception de ses œuvres
André Baril, « Ode à la joie d'exister », Le Devoir, 15 janvier 2022, https://www.ledevoir.com/societe/le-devoir-de-philo-histoire/660708/devoir-de-philo-ode-a-la-joie-d-exister
André Laplante, « Andrée Ferretti. Une voix dérangeante et nécessaire ». À propos de Mon désir de révolution, Nuit blanche, février 2016, no 141, p, 36-38.
Louis Cornellier, « Ferretti sans compromis ». À propos de Mon désir de révolution, Le Devoir, 21 novembre 2015
Guillaume Tremblay-Boily, « Andrée Ferretti, Mon désir de révolution. Éditions XYZ, 2015 », Nouveaux Cahiers du socialisme, 16, 2016, p. 241-243.
Geneviève Tremblay, « Ce que peuvent les femmes ». À propos de Pures et dures, Le Devoir, 11 avril 2015
Valérie Lessard, « Pures et dures », Le Droit, 9 mars 2015
Caroline Rodgers, « Andrée Ferretti : abécédaire de la liberté ». À propos de Pures et dures, Entrevue publié dans La Presse, 17 mars 2015
Yvon Paré, « Pas facile de demeurer fidèle à ses convictions ». À propos de Pures et dures, 13 avril 2015 : https://yvonpare.blogspot.com/
Josée Lapointe, « Andrée Ferretti : le roman d'une femme libre ». À propos de Roman non autorisé, La Presse, 17 décembre 2011.
Danielle Laurin, « Andrée Ferretti, le roman d'une vie ». À propos de Roman non autorisé, Le Devoir, 10 décembre 2011.
André Brochu, « Autobiographie fictive », À propos de Roman non autorisé, Lettres québécoises, no 148, hiver 2012, p. 18-19.https://id.erudit.org/iderudit/68032ac
Laurent Laplante, « Les 20 ans de Typo. Les Grands Textes indépendantistes. Une mémoire indispensable », Nuit blanche, Hiver 2004-2005.
André Gaulin, « Deux siècles de discours indépendantiste. Interview avec Andrée Ferretti et Gaston Miron », Québec français, 87, automne 1992, 84-86. https://id.erudit.org/iderudit/44801ac
Louise Brouillet, « Andrée Ferretti et Gaston Miron, Les Grands Textes indépendantistes, Montréal, L'Hexagone, 1992, 497 p. », Bulletin d'histoire politique, 1, 2-3, printemps 1993, 71-72.
Diane Lamoureux, « Andrée Ferretti, La Vie partisane », Recherches sociographiques, 34, 3, 1993, p. 559-561.https://www.erudit.org/en/journals/rs/1993-v34-n3-rs1589/056821ar/
Jean-Roch Boivin, « Sur la portée du temps, de bien différentes musiques ». À propos entre autres de Renaissance en Paganie, Lettres québécoises, Hiver 1987-1988, 24. https://id.erudit.org/iderudit/39178ac
Jean Basile, «Ferretti, l'auteure fait revivre Aquin ». À propos de Renaissance en Paganie, La Presse, 27 juin 1987, p. E3.
Suzanne Giguère, «Une nuit dans la nuit ». À propos de L'Été de la compassion, Le Devoir , 25 octobre 2003, p. F3 https://numerique.banq.qc.ca/patrimoine/details/52327/2811953
Jean-François Crépeau, « À la recherche du tant perdu ...», Lettres québécoises, no 114, été 2004, p. 20-21.
Michel Lord, « Un esprit de révolte contre la médiocrité ». À propos de Mon chien, le soleil et moi. Lettres québécoises, no 126, été 2007, p. 34-35. https://id.erudit.org/iderudit/36728ac
Bruno Roy, « Andrée Ferretti et l'unicité du monde ». À propos de Bénédicte sous enquête. Lettres québécoises, no 133, printemps 2009. https://id.erudit.org/iderudit/36684ac

## Citation
Dans l'entrevue qu'André Gaulin réalise en 1992 avec Gaston Miron et Andrée Ferretti à propos de leur anthologie des grands textes indépendantistes, celle-ci déclare:

« Je suis une indépendantiste inconditionnelle
qui n'ai jamais reculé devant l'option fondamentale de l'indépendance. Je ne fais aucune
concession, aucun compromis, parce que je
crois que la seule solution, c'est de proposer
au peuple l'indépendance. Lorsque Gaston
Miron, qui a eu l'idée de faire ce livre, m'a
proposé de travailler avec lui, je trouvais que
c'était la manière la plus efficace de militer
pour l'indépendance. Je trouvais significatif
qu'en 1991 nous soyons une femme et un
homme à entreprendre le projet, et que tous
les deux, nous soyons des indépendantistes de
la première heure. Nous avons toujours milité
dans les mouvements de libération nationale
et, quand nous sommes allés faire des incursions dans les partis politiques, c'était parce
qu'à ce moment-là nous pouvions y faire avancer notre projet d'indépendance. »